# Цейлонский леопард
Цейлонский леопард (лат. Panthera pardus kotiya) — подвид леопарда, который обитает исключительно на острове Шри-Ланка.

## Описание
Цейлонский леопард внешне схож с индийским леопардом, однако отличается от него меньшими размерами. Мех имеет желтовато-коричневый или ржаво желтый цвет. Вес самцов в среднем 56 кг, доходит до 77 кг, самок взвешено всего семь — средний вес 29 кг.

## Ареал
Данный подвид обитает только на острове Шри-Ланка, и является главным хищником острова. Распространен по всему острову — не только в пределах заповедников.

## Повадки
Недавнее исследование показало, что Шри-ланкийский леопард не является социальным животным, хотя на территории самца может жить несколько самок. Питается травоядными животными острова: кабанами, оленями, обезьянами. Так как является доминирующим хищником на острове, не затягивает добычу на деревья как африканские леопарды. Спаривание происходит в любое время года. Обычно самка рождает 2-х детенышей.